# São José e o Menino
São José e o Menino é um óleo sobre tela da autoria de pintora Josefa de Óbidos. Pintado em 1670 e mede 71 cm de altura e 41 cm de largura.
A pintura pertence ao Museu Nacional de Arte Antiga de Lisboa.